# Cracauer Brauerei R. Sieger & Co.

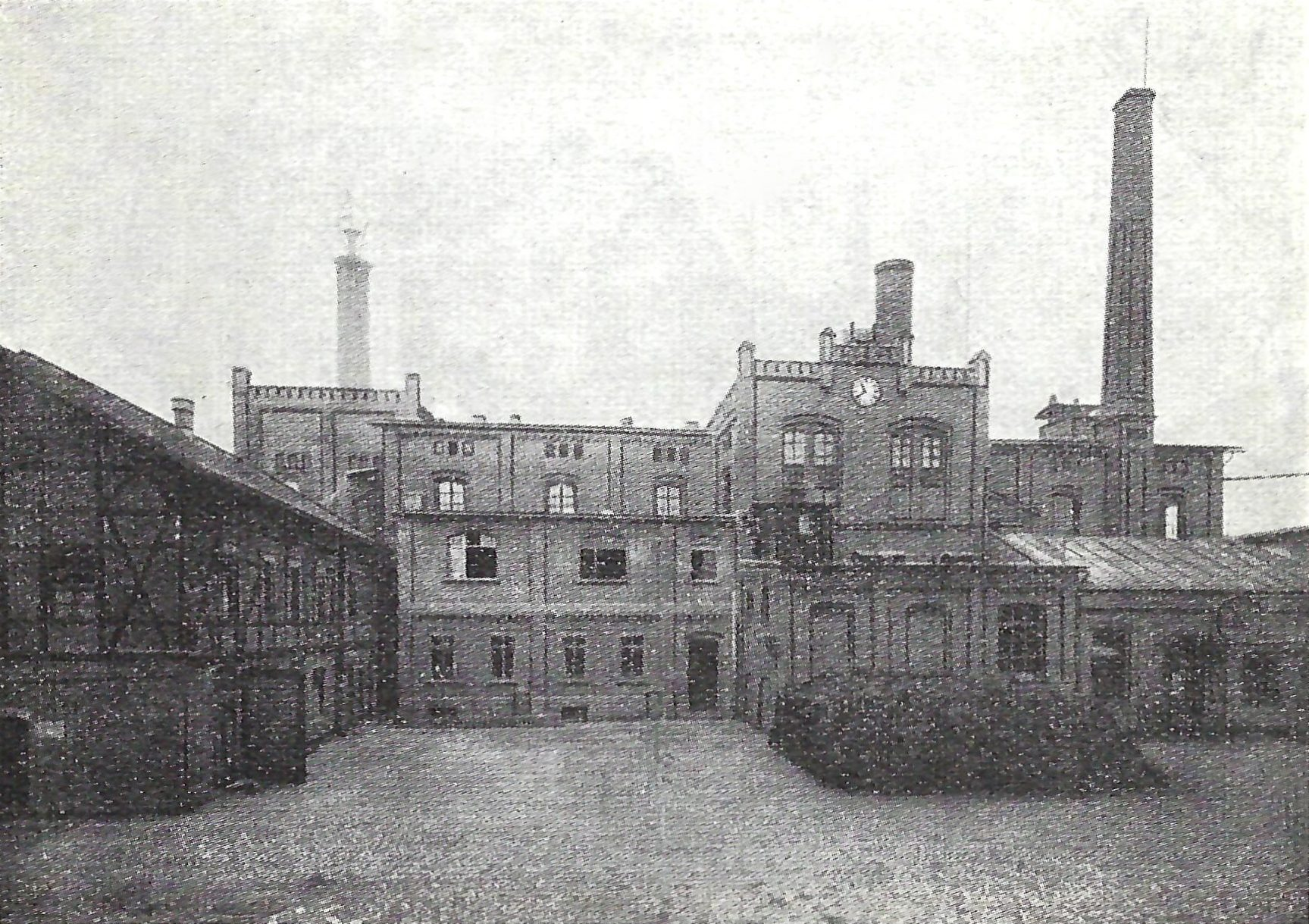
Blick auf die Cracauer Brauerei, wohl Anfang des 20. Jahrhunderts

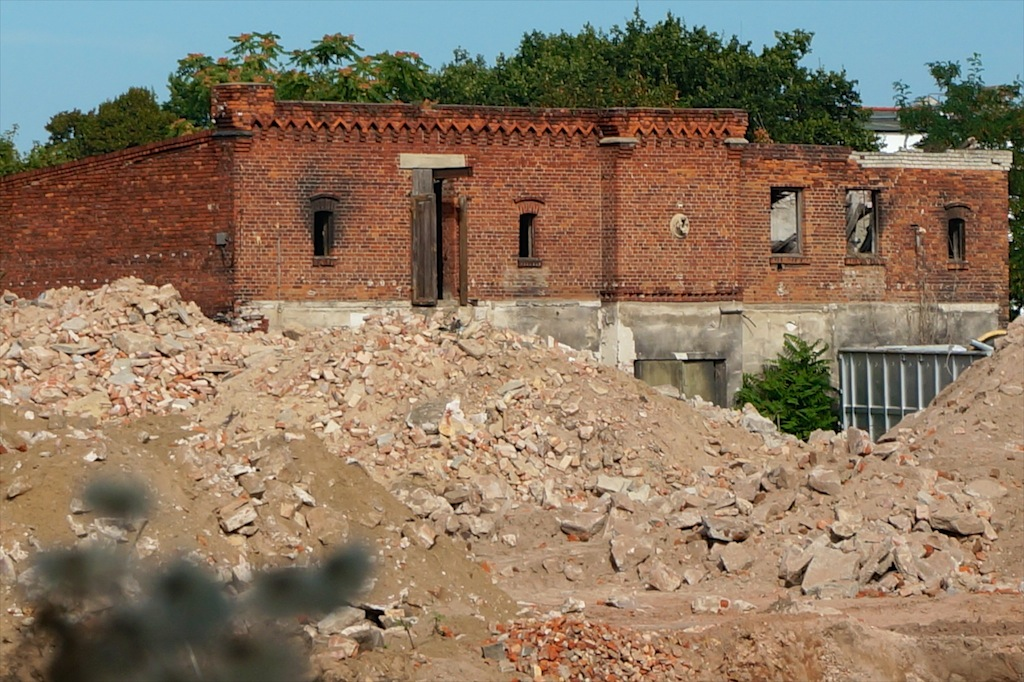
Brauereigebäude während des Abrisses im Jahr 2013

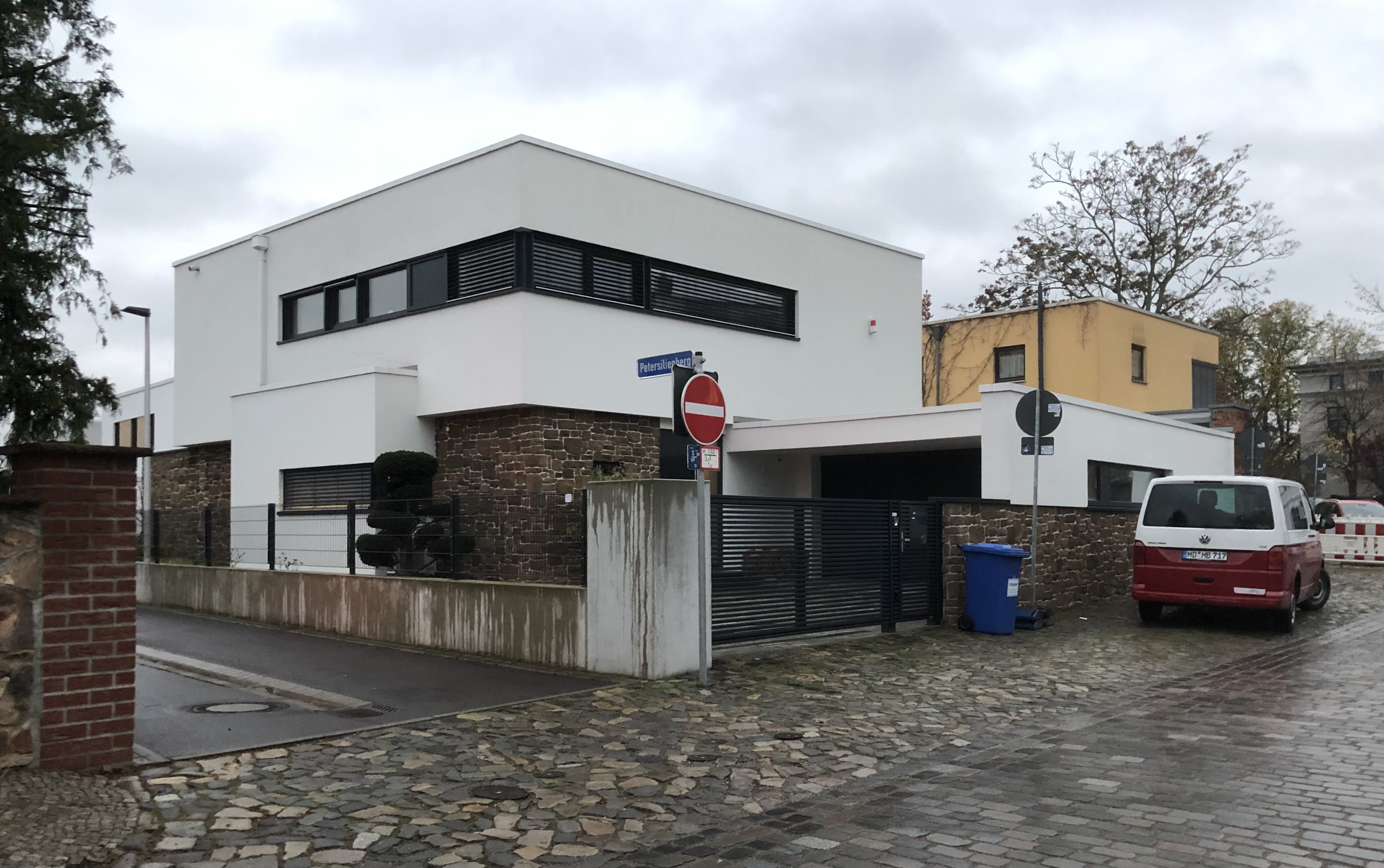
Einmündung des Petersilienbergs auf die Burchardstraße, 2021

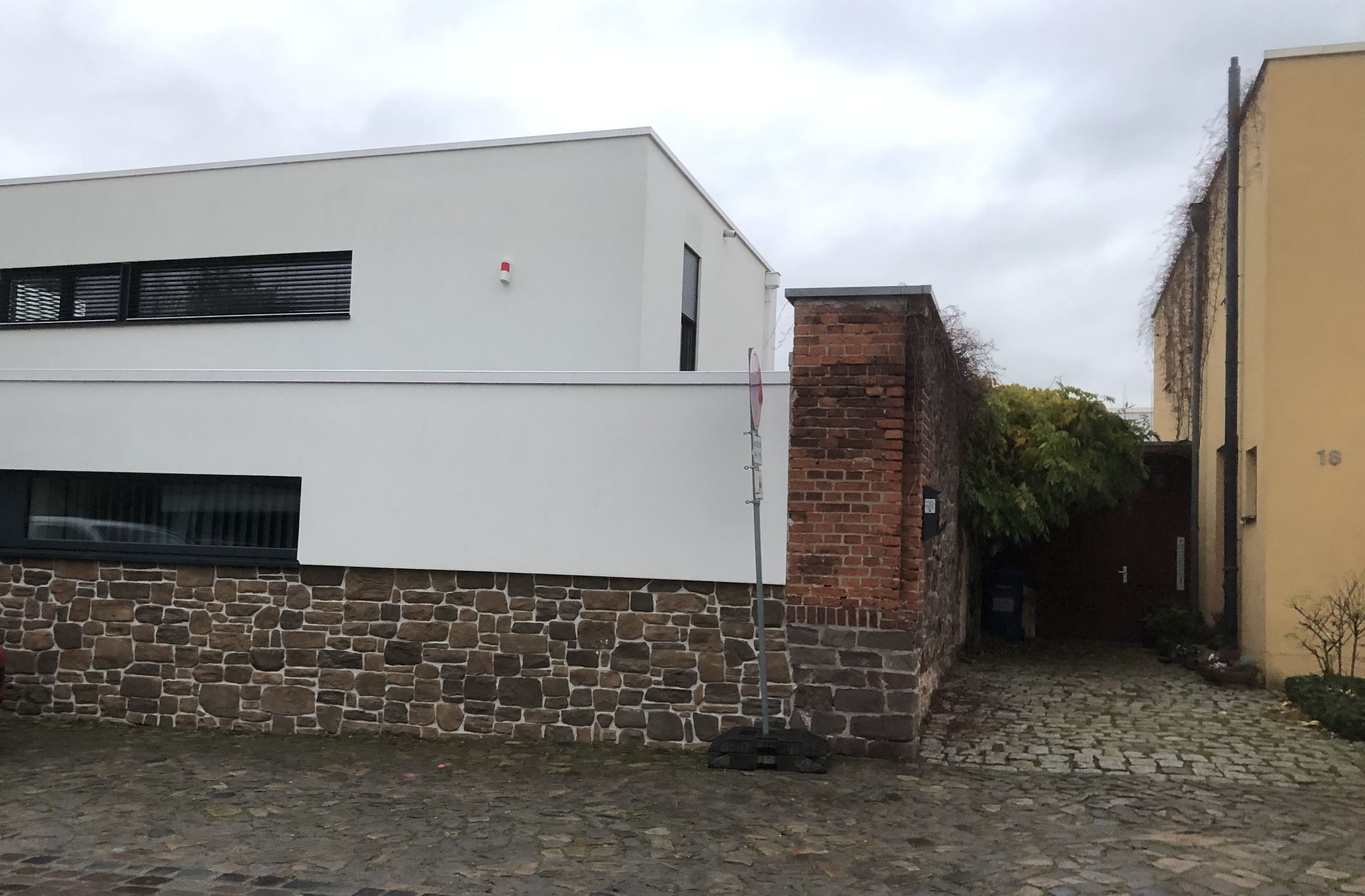
Neubebauung mit wohl historischem Mauerrest, 2021

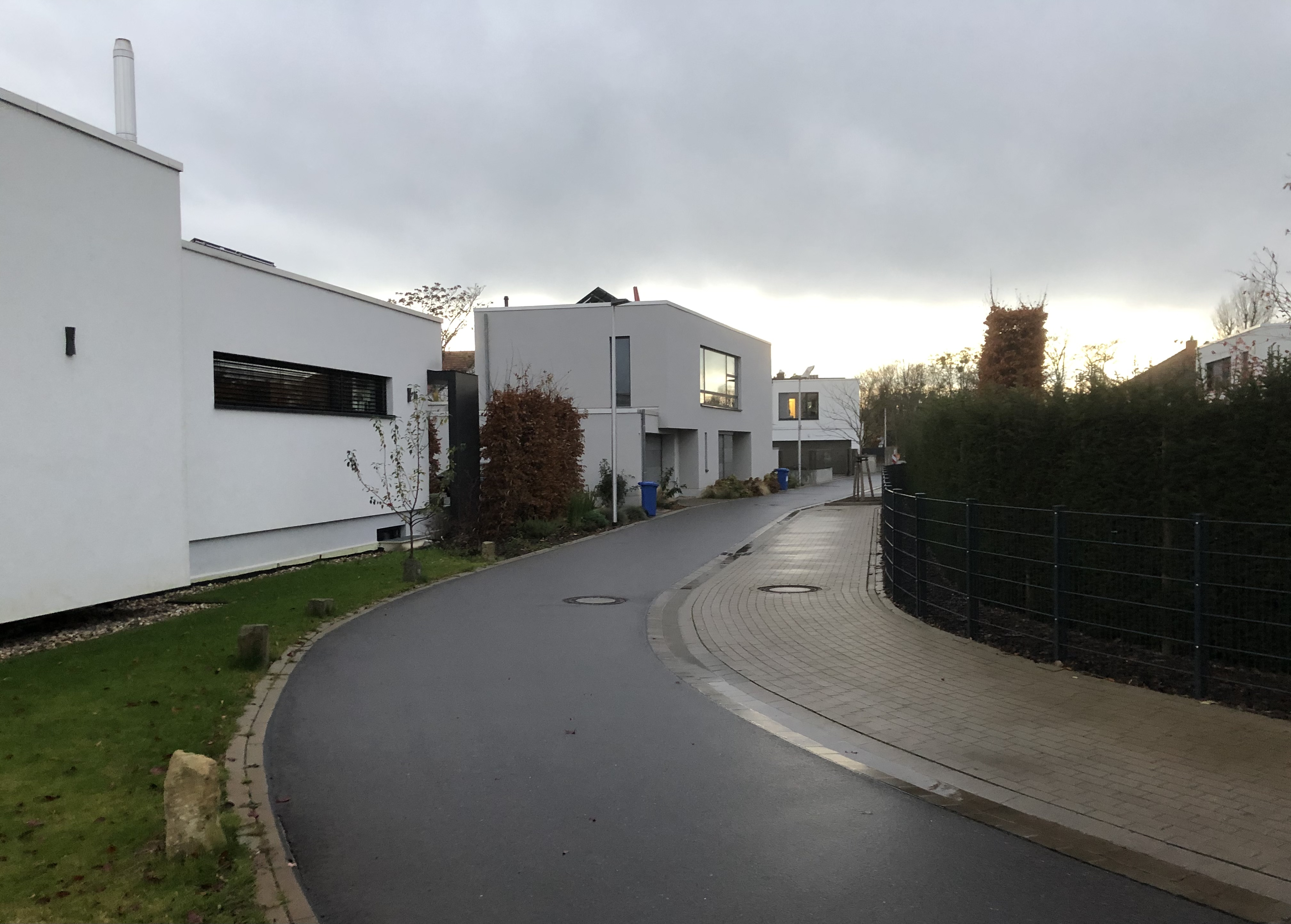
Blick durch die Straße Petersilienberg, 2021

Die Cracauer Brauerei R. Sieger & Co. war eine Brauerei in Magdeburg im heutigen Sachsen-Anhalt. Die Betriebsgebäude standen unter Denkmalschutz, wurden jedoch 2013 abgerissen.

## Lage
Die Fabrikanlage befand sich im Magdeburger Stadtteil Cracau, auf der Ostseite der Burchardstraße an der Adresse Burchardstraße 21. Heute befindet sich auf dem Areal die Straße Petersilienberg.

## Geschichte
Im Jahr 1862 erwarb der Verleger der Magdeburgischen Zeitung, Gustav Adolf Faber, vom Kossaten Sy ein Grundstück im Bereich der damaligen Schulstraße, der heutigen Burchardstraße. Bei der Errichtung eines Landhauses auf dem Gelände fiel auf, dass in diesem Bereich Grundwasser in guter Qualität verfügbar war. Faber entschloss sich im Jahr 1865 auch das benachbarte Grundstück von Kossaten Fricke zu erwerben und einen Brunnen zu bauen. Gemeinsam mit einem Teilhaber gründete er die Brauerei, die in den Jahren von 1866 bis 1869 errichtet wurde und böhmisches Lagerbier braute. 1871 wurde noch das Grundstück Burchardstraße 14, der alte Elbgarten, vom Land- und Gastwirt Adolf Kinsing hinzugekauft.
Nachdem erste Brauversuche nicht das gewünschte Ergebnis brachten, gelang es schließlich dem aus Schlesien stammenden Braumeister Dummer und dem Biersieder Emil Lindner, ein ansprechendes Bier zu brauen. Im Jahr 1880 wurde der Brauführer Paul Matz eingestellt. Nachdem er 1883 Braumeister geworden war, übernahm er nach der Umwandlung des Unternehmens in eine GmbH die Funktion des Geschäftsführers und wurde als Direktor bezeichnet.
Im Jahr 1881 wurde ein Wohnhaus samt Wächterstube in Fachwerkbauweise errichtet. Die Bauausführung erfolgte durch Maurermeister Otto Foerster. Dieses Gebäude bestand in der Zeit um das Jahr 2000 bereits nicht mehr. Die Brauerei wurde nach und nach erweitert und mit neuen Maschinen ausgerüstet. Am 3. Mai 1912 brach ein Brand aus, der das Sudhaus, die Darre und die Mälzerei beschädigte. Die Gebäude wurden in der Folge wieder aufgebaut. Außerdem wurden weitere Grundstücke angekauft. Von Bäckermeister Freitag wurde eine Fläche zur Errichtung eines Eiskellers erworben. Der Bäckermeister hatte auf dem Grundstück Burchardtstraße 19 ein im Volksmund als langes Handtuch bezeichnetes Wohnhaus errichtet. Schon 1906 war hier eine Flaschenbierspedition entstanden. Ein Teil des benachbarten Pfarrgartens diente zum Bau einer Toreinfahrt.
Neben Paul Matz wurde der Enkel Fabers, Richard Haberland (1883–1951), als Verwalter eingesetzt.
Schließlich wurde das Unternehmen jedoch nach dem Ende des Ersten Weltkriegs durch die Actien-Brauerei Neustadt-Magdeburg erworben. Die Produktion in Cracau wurde eingestellt, die Maschinen zum Teil verkauft und zum Teil durch den neuen Eigentümer selbst genutzt.
Die Fabrikgebäude wurden in der nächsten Zeit dann durch den Lebensmittelgroßhandel Winkler genutzt. Nach dem Konkurs übernahm die Bank Dingel & Co. als Hauptgläubiger das Anwesen. Später diente das Objekt als Lachsheringsräucherei Gebrüder Schnell und Gurkeneinlegerei. In der Zeit des Zweiten Weltkriegs und der Nachkriegszeit war im Komplex auch die Feuerwehr untergebracht. Im Krieg erlitten sowohl das Haupt- als auch mehrere Nebengebäude Schäden.
Von 1980 bis 1991 befand sich hier der Sitz eines Handels- und Speditionsunternehmens. Nach der friedlichen Revolution in der DDR 1989 scheiterten Investitions- und Sanierungsprojekte. Das Objekt stand leer. 1991 wurden die westlichen Fabrikgebäude abgerissen. Später war das Unternehmen Transsell Eigentümer. Die ungenutzten Gebäude verfielen weiter. Hohe Forderungen des Bankhaus Löbbecke und der Stadt Magdeburg führten 2012 zu einer Zwangsversteigerung. 2013 erfolgte der Abriss der restlichen Gebäude. In der Folge wurde auf dem Gelände die Straße Petersilienberg neu angelegt und diverse Einfamilienhäuser errichtet.

## Architektur
Anfang des 21. Jahrhunderts bestand das im Jahr 1913 nach dem Brand wieder aufgebaute Hauptgebäude noch. Es war, wie auch die dahinter befindlichen, niedrigeren Nebenbauten aus roten Ziegelsteinen errichtet. Im Brauereibau waren ursprünglich die Malztenne und das Sudhaus untergebracht. Wie bei anderen Brauereien der Bauzeit auch üblich, war die äußere Gestaltung des ein- bis viergeschossigen Komplexes an die Architektur von Burgen angelehnt. So war der zweiachsige weit vorspringende Mittelrisalit von Zinnen bekrönt. Die die Fassade gliedernden Lisenen wurden nach oben mit Fialen abgeschlossen. Die Fensteröffnungen waren als Segmentbögen gestaltet. In einem Ochsenauge war ursprünglich eine Uhr eingefügt. Der rechteckige Schornstein war schlank ausgeführt. Nördlich des Haupthauses befand sich ein viergeschossiger Anbau, der als Darre diente. Er verfügte ursprünglich auch über eine Zinnenbekrönung, die jedoch Anfang des 21. Jahrhunderts bereits nicht mehr erhalten war. An die Darre grenzten ein zweigeschossiges Fachwerkwohnhaus und ein ebenfalls zweigeschossiger massiver, allerdings erst 1923 nach Ende der Brauereinutzung entstandener Anbau an. Der Anbau war ebenfalls zinnenbekrönt und passte sich in seiner Gestaltung an die ältere Bauten an. Er war vom Architekten Gustav Stieger als Kontor für die Firma Alfr. Ferd. Winkler & Co. Act.-Ges. erbaut worden. An seiner Nordseite befand sich unter der Jahreszahl 1923 ein Emblem mit der Darstellung des Gottes der Kaufleute, Merkur, mit geflügelten Schuhen, kurzem Mantel, Reiseschuhen und Hermesstab.
Erhalten waren auch noch umfangreiche Kellergebäude. Westlich des Haupthauses bestanden weitere niedrigere Vorbauten. Ein zweigeschossiger Teil diente ursprünglich als Kontor, ein mittlerer Teil als Kessel- und Maschinenhaus. Ein weiteres kleines mit Zinnen versehenes Haus an der Einfriedungsmauer diente als Werkstattgebäude, nördlich hiervon lagen Stallungen und Lagergebäude.
Im örtlichen Denkmalverzeichnis war die Brauerei unter der Erfassungsnummer 094 82172 als Baudenkmal verzeichnet.
Der gründerzeitliche Komplex galt als prägend für das Orts- und Landschaftsbild.